# Savilon
Savilon (zkratka Sa) je pozdní až velmi pozdní, interspecifická moštová odrůda révy (též hybridní odrůda, mezidruhové křížení, PiWi odrůda), určená k výrobě bílých vín, která byla vyšlechtěna roku 2001 v České republice kolektivem šlechtitelů Vědeckovýrobního sdružení Resistant Velké Bílovice (později Vinselekt Perná), kříženec odrůd "Rakiš" (Villard blanc x Veltlínské červené rané) a "Merlan" (Merlot x Seibel 13666).
Rakiš je interspecifická moštová odrůda, který byla kolektivem šlechtitelů Resistant využita též při šlechtění sesterských odrůd Malverina a Vesna (obě pocházejí ze stejného křížení). Mateřská odrůda Villard blanc je známá též pod šlechtitelským označením S.V. 12 375.
Merlan je interspecifická moštová odrůda, vyšlechtěná v Moldavsku, ve výzkumném ústavu Vierul v Kišiněvě. Šlechtitelský materiál byl získán přímo od pracovníků výzkumného ústavu a využit kolektivem šlechtitelů Resistant například při šlechtění odrůd Cerason, Kofranka, Laurot, Marlen, Nativa, Erilon, Malverina a Vesna.

## Popis
Réva odrůdy Savilon je jednodomá dřevitá pnoucí liána, dorůstající v kultuře až několika metrů. Kmen tloušťky až několik centimetrů je pokryt světlou borkou, která se loupe v pruzích. Úponky umožňují této rostlině pnout se po pevných předmětech. Růst je bujný, olistění je střední hustoty.
List je středně velký, pentagonální, třílaločnatý s mělkými, méně často středně hlubokými výkroji, obvykle zvlněný, světle zelené barvy, na líci i na rubu je hladký, zoubkování na okrajích listu je výrazné. Profil čepele je tvaru „V“. Řapíkový výkroj je lyrovitý s ostrým dnem nebo ve tvaru „V“, otevřený, řapík je narůžovělý.
Oboupohlavní květy v hroznovitých květenstvích jsou žlutozelené, pětičetné, samosprašné. Plodem je malá, okrouhlá až mírně oválná bobule žlutozelené až zlatožluté barvy, její dužina je jemně chruplavá, plné, ovocné chuti s nádechem kopřiv. Hrozen je středně velký až velký, rozvětvený, řidší až středně hustý.

## Původ a rozšíření
Savilon je interspecifická moštová odrůda révy, vyšlechtěná roku 2001 kolektivem šlechtitelů Vědeckovýrobního sdružení Resistant Velké Bílovice (později Vinselekt Perná). Šlechtiteli byli Doc. Ing. Miloš Michlovský, CSc., Ing. František Mádl, Prof. Ing. Vilém Kraus, CSc., Lubomír Glos a Vlastimil Peřina. Vlastní křížení a selekce postupně proběhly v Lednici na Moravě, v Břeclavi a v Perné. Vznikla složitým křížením interpecifických odrůd "Rakiš" (Villard blanc x Veltlínské červené rané) a "Merlan" (Merlot x Seibel 13666). Pracovní název odrůdy je BV-19-88.
Do Státní odrůdové knihy České republiky byla odrůda zapsána roku 2010. Byla podána žádost o udělení ochranných práv. Udržovatelem odrůdy a jejím hlavní propagátorem je Doc. Ing. Miloš Michlovský, CSc. Zastoupení ve vinicích je minimální, pěstuje se víceméně v pokusných výsadbách.
Savilon je sesterskou odrůdou, tedy pochází ze stejného křížení, jako zatím rozšířenější odrůda Malverina, jejíž zápis do SOK ČR proběhl již roku 2001.

## Název
Svým aroma připomínají odrůdová vína typová vína odrůdy Sauvignon, ačkoliv tato odrůda není jedním z rodičů. Pravděpodobně z tohoto faktu vycházeli šlechtitelé při stanovení názvu odrůdy.

## Pěstování
Olistění je střední hustoty, stačí provést pouze základní zelené práce. Odolnost vůči zimním mrazům je dobrá, ani pozdními jarními mrazy není odrůda zpravidla poškozována. Při špatném počasí v době květu někdy sprchává. Vhodné jsou pro ni středně vzrůstné podnože, používají se Cr 2, SO-4 a T 5C, vyhovuje jí kratší řez, používá se řez Guyotův a střední vedení, doporučeno je zatížení 4-6 oček na m², při nižším zatížení není obvykle nutná redukce počtu hroznů. Výnosy jsou středně vysoké, cukernatost vysoká při dostatečné aciditě.

### Fenologie
Odrůda raší středně pozdně, zrání je pozdní až velmi pozdní, sklízí se od poloviny do třetí dekády října.

### Choroby a škůdci
Při pěstování pod fungicidní ochranou odrůda dobře odolává plísni šedé (Botrytis cinerea), padlí révovému (Uncinula necator) i plísni révové (Plasmopara viticola).

### Poloha a půdy
Odrůda je náročná na polohu, vyžaduje dobře exponované, teplejší polohy, na půdy je méně náročná a může být pěstována na širokém spektru půdních typů, nejvíce jí vyhovuje půda hlinitojílovitá.

## Charakteristika vína
Hrozny by měly být zpracovány reduktivní technologií. Odrůdová vína svým aroma připomínají vína odrůdy Sauvignon, vynikají plností, barva je výrazná, žlutá se zelenými reflexy až citrónově žlutá se zlatou jiskrou. Vůně extraktivní a široká. Při prvním nadechnutí vás pohltí květinové vůně, které postupně přechází do ovocných tónů. Dále jsou poznat medové vůně a velmi slabě i vanilka. Chuť je dlouhá s překvapivými kyselinkami. Predikátní vína jsou velmi kvalitní a mají předpoklady k delší archivaci. Savilon můžete podávat především jako aperitiv a k slavnostním příležitostem.

### Multimédia
- Martin Šimek : Encyklopédie všemožnejch odrůd révy vinné z celýho světa s přihlédnutím k těm, co již ouplně vymizely, 2008-2012